# Extremaydura
«Extremaydura» es una canción del grupo de hard rock español Extremoduro, incluida en su álbum de estudio debut Tú en tu casa, nosotros en la hoguera de 1989.  

## Descripción
Se trata del segundo tema del álbum, y uno de las más populares del mismo, sería incluido en el álbum recopilatorio de la banda Grandes éxitos y fracasos (Episodio primero) del año 2004.
La canción empieza con Robe recitando unos versos y continúa con una imitación de una canción popular. Al finalizar este comienzo, empieza el rock de la canción. La letra es una crítica a la tierra natal de Robe, Extremadura, donde se queja de las faltas de oportunidades laborales, entre otras cosas, de dichas tierras:

Hizo el mundo en siete días, Extremaydura al octavo, a ver qué coño salía, y ese día no había giñado. 
Cago en dios en Cáceres y en Badajoz.
Extremaydura (Extremoduro)

En la cara B del sencillo se incluyó el tema La Hoguera.